# Wartan Estegar

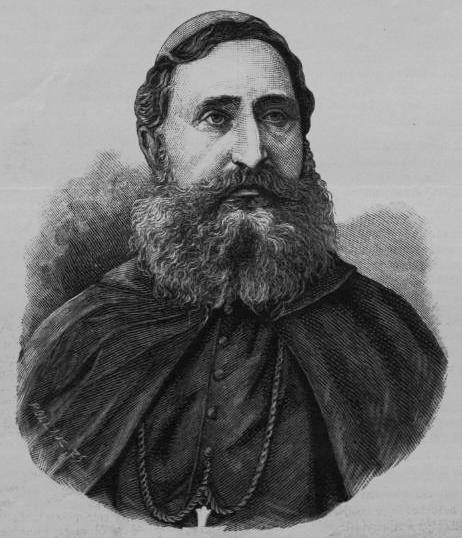

Joseph Wartan Estegar CAM, ungarisch Vártán József Esztegár, (* 3. August 1843 in Gherla, Siebenbürgen; † 23. Juni 1886 in Triest) war ein siebenbürgischer Ordensgeistlicher.
Estegars Eltern waren Armenier. Er wurde ab 1854 in der Hauslehranstalt der Mechitaristen ausgebildet, trat 1859 in den Orden ein, am 24. August 1862 legte er die ewigen Gelübte ab und am 7. September 1862 erfolge die Priesterweihe. Danach war in der Leitung einer Klosterschule tätig. Am 1. Juli 1884 wurde er zum Generalabt der Mechitaristen gewählt.
Papst Leo XIII. bestätigte ihn am 19. September 1884 als Generalabt der Mechitaristen und Titularerzbischof von Selymbria. Am 9. November 1884 weihte Serafino Vannutelli, Apostolischer Nuntius in Österreich, ihn zum Bischof. Mitkonsekratoren waren Eduard Angerer, Weihbischof in Wien, und Anton Josef Gruscha, Militärbischof von Österreich. 1886 starb er auf der Rückreise aus Rom in Triest.